# Caransebeş
Caransebeș (udtale: karanˈsebeʃ; tysk: Karansebesch; ungarsk: Karánsebes, ) er en kommune i distriktet Caraș-Severin, en del af Banat-regionen i det sydvestlige Rumænien. Den ligger ved sammenløbet af Floden Timiș og Floden Sebeș, sidstnævnte kommer fra Țarcu-bjergene.
Mod vest er det i direkte kontakt med Banat-bakkerne. Den er et vigtigt jernbaneknudepunkt, da den ligger ca. 40 km fra Reșița, 21 km fra Oţelu Roşu, 70 km fra Haţeg og ca. 25 km fra skisportsstedet Muntele Mic i Țarcu-bjergene.
En landsby, Jupa (ungarsk: Zsuppa), administreres af byen. Byen har 21.714 (2021) indbyggere.

## Historie
De første spor af beboelse her kan dateres helt tilbage til den dacianske tid. Der er for nylig blevet fundet dacianske ruiner i nærheden af Obreja, en landsby 7 km væk. Da romerne invaderede Dacia, byggede de et castrum ved navn Tibiscum, som blev gravet op af arkæologer nær den nærliggende landsby Jupa, et castrum, der senere voksede til en hel by. Tibiscum anses for at være en af Kristendommens porte i Dacia og har også haft en vigtig rolle i Romaniisering af lokalbefolkningen.
Regionen blev i Middelalderen en del af Det ungarske kongerige, senere kom den under Fyrstendømmet Transsylvanien (1570-1711), og senere under Det osmanniske rige. Senere overtog Habsburgerne kontrollen med regionen efter langvarige krige mod osmannerne. Som en del af Fyrstendømmet Transsylvanien (1711-1867) blev det i 1804 en del af Kejserriget Østrig. Efter Det østrig-ungarske kompromis i 1867, blev det igen en del af Kongeriget Ungarn.